# Chirodica denardisi
Chirodica denardisi es un coleóptero de la familia Chrysomelidae.
Fue descrita científicamente en 1998 por Biondi.